# St.-Gajane-Kirche

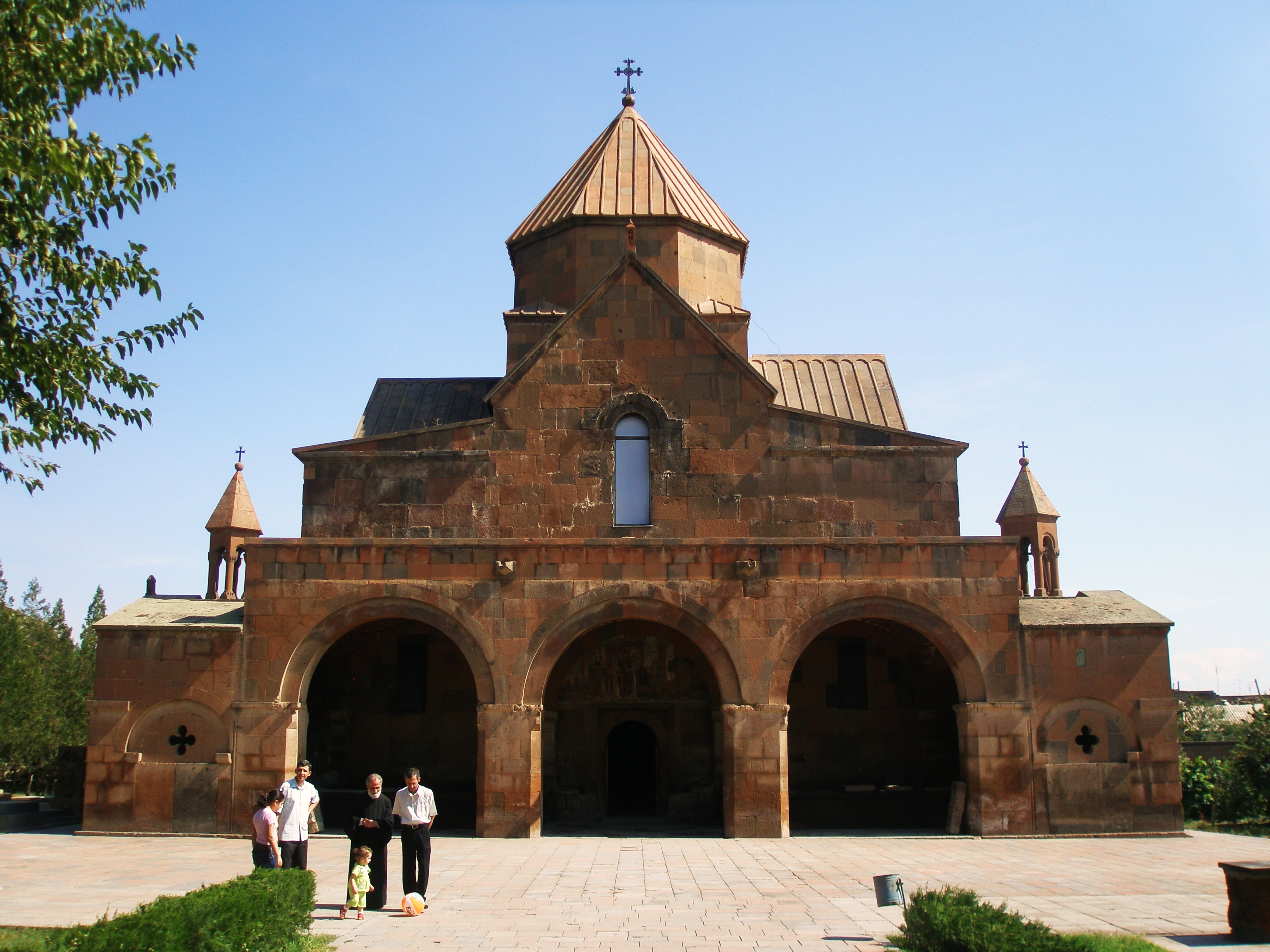
St.-Gajane-Kirche mit vorgebautem Gavit

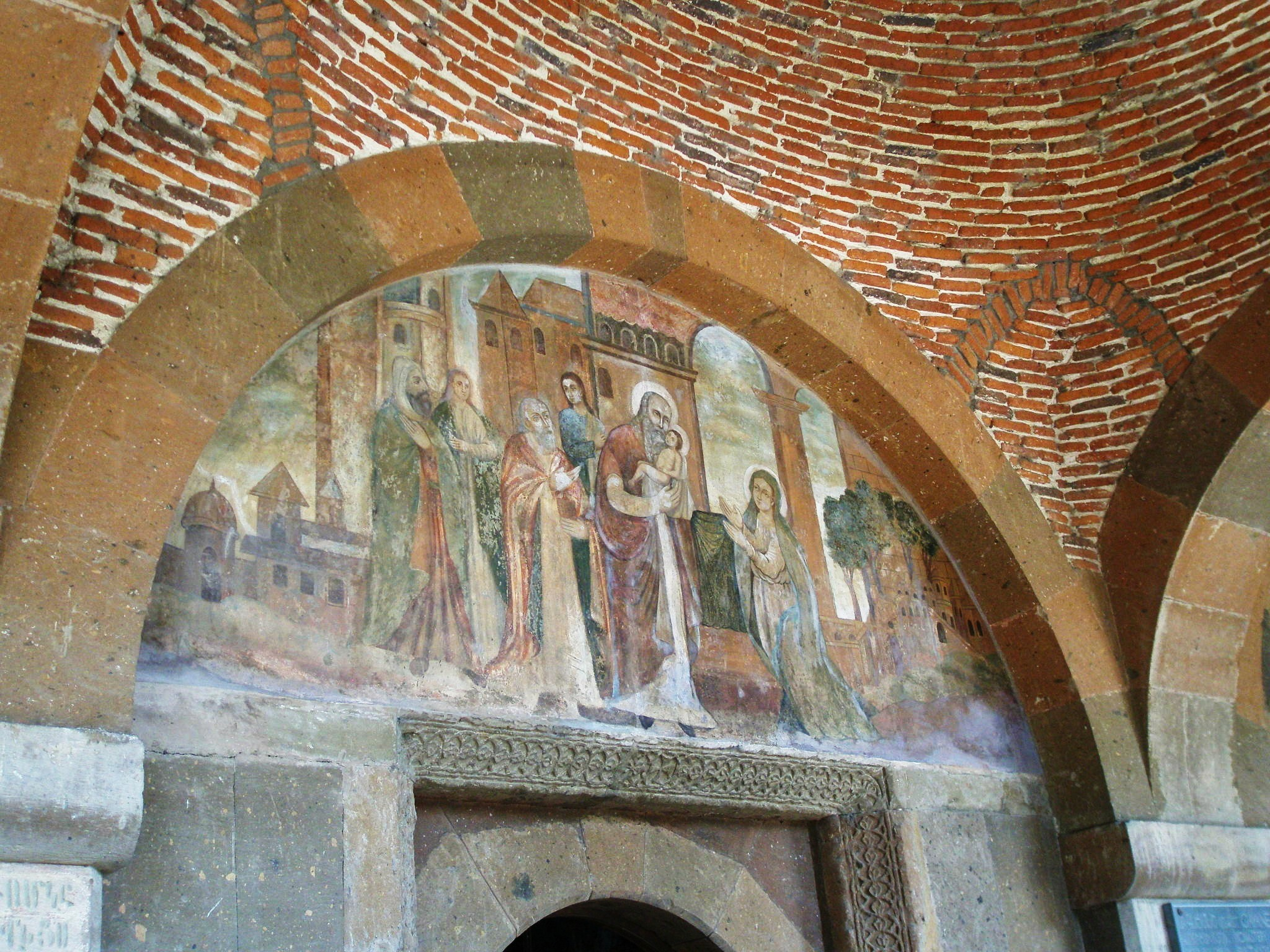
Fresko auf dem Tympanon des Eingangsportals

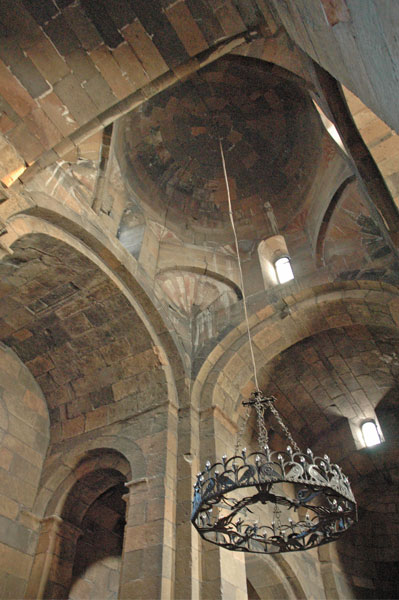
Blick in Kuppel und oktogonalen Tambour mit darunter hängendem Kronleuchter

Die im 7. Jahrhundert errichtete armenisch-apostolische St.-Gajane-Kirche (Սուրբ Գայանե Surb Gajane) in Etschmiadsin (Provinz Armawir in Armenien) ist seit 2000 als UNESCO-Weltkulturerbe gelistet und liegt nur wenige hundert Meter von der Kathedrale von Etschmiadsin, dem Sitz des Katholikos, entfernt. Sie wurde laut dem Historiker und Katholikos Howhannes Draschanakertzi, welcher im 10. Jahrhundert amtierte, 630 bis 634 von Katholikos Esra I. erbaut. Trotz Renovierungsarbeiten nach Einsturz des Kirchendachs 1653, bei dem die Kuppel unbeschädigt blieb, ist die Struktur der St.-Gajane-Kirche bis heute unverändert. 

## Geschichte
Die St.-Gajane-Kirche wurde am Ort des Martyriums der Gajane errichtet. Die heilige Gajane war eine Äbtissin und Lehrerin der Hripsime, die eine Verwandte des römischen Kaisers Claudius gewesen sein soll und vor dem sie begehrenden Kaiser Diokletian mit 70 Jungfrauen und Gajane aus einem römischen Kloster über Edessa nach Armenien floh. Dort wurde der armenische König Trdat III. auf sie aufmerksam, doch sie wollte nicht seine Frau werden, sondern Nonne bleiben, weshalb er sie enthaupten ließ. Gajane, die nach dem Tode Hripsimes ebenfalls von Trdat III. begehrt wurde und ihn zurückwies, sowie 38 der aus Rom geflohenen Jungfrauen wurden 301 an anderen Orten in Etschmiadsin hingerichtet. Später konvertierte der König zum Christentum und machte es zur Staatsreligion.
Der durch den armenischen Historiker Agathangelos 491 überlieferten Legende nach zeigte Jesus Gregor dem Erleuchter in einer Vision den Ort des Martyriums der Hripsime, Gajanes und der 35 Jungfrauen, indem er mit einem goldenen Hammer auf die betreffenden Stellen schlug. Er forderte ihn auf, dort Grabstätten zu ihrem Gedenken zu errichten, so dass die Kirchen Sankt Hripsime, St. Gajane und Surb Schoghakat entstanden. Gemeinsam mit der Kathedrale von Etschmiadsin zählen diese Kirchen alle zum Weltkulturerbe.

## Architektur
Die St.-Gajane-Kirche ist eine dreischiffige Basilika. Der vierfenstrige Tambour der über dem Mittelpunkt der Kirche liegenden Kuppel ist oktogonal und ruht im Innern auf vier freistehenden Säulen, welche die drei Kirchenschiffe unterteilen. Die zwischen den freistehenden Säulen liegende Fläche hat die Funktion eines Übergangsraumes, der keinem der drei Kirchenschiffe zuzuordnen ist. Für die Überleitung der inneren Struktur in die oktogonale Form des Tambours werden vier größere Trompen verwendet, acht kleinere für den Übergang von Tambour zur eigentlichen Kuppel. Einige weitere Trompen sind fächerförmig und reichen von einer Kirchenmauer zur anderen.
Die Mittelteile der Seitenschiffe sind im Vergleich zu deren Ecken leicht erhöht und enden in einem Tonnengewölbe, wodurch im Zusammenspiel mit der Zentralkuppel ein Querschiff entsteht. Des Weiteren sind die vom zentralen Joch ausgehenden Kreuzarme höher als die der aus den Ecken kommenden Joche, was die Kirche angesichts ihrer hohen Kuppel von außen kreuzförmig wirken lässt. An der Ostseite der St. Hripsime-Kirche befindet sich eine halbkreisförmige Apsis mit einer rechteckigen Kammer nördlich und südlich davon. Bei Renovierungsarbeiten von 1651 bis 1653 wurde das Presbyterium erneuert und unter der Apsis eine Kapelle erbaut, die die Reliquien der Sankt Gayane enthält. 
Die Eingänge zur Kirche befinden sich an der West-, Nord- und Südseite. Vor dem Hauptportal im Westen, dessen Tympanon ein Fresko mit der Darstellung von Heiligen schmückt,  befindet sich ein fünfjochiger, durchgängiger Gavit, welcher von 1683 bis 1688 als Begräbnisstätte für Kirchenmänner angebaut wurde und einen Narthex aus dem 12. bis 13. Jahrhundert ersetzte. Seine drei zentralen Joche schließen jeweils in einem Gewölbe ab und öffnen sich in einem Bogentor nach außen. Die beiden seitlichen, ebenfalls gewölbten Joche sind dreiseitig von einer Mauer umfangen und haben nach außen hin kleine, vierpassige Fenster. Auf dem Dach besitzen sie kleinere, sechssäulige Kuppeln. Der Gavit ist durch die beiden äußeren Joche etwas länger als die ursprüngliche Westseite der St.-Gajane-Kirche und hat an der Innenmauer mit Fresken ausgestattete Nischen, die Kirchenmänner darstellen. Chatschkars aus dem 11. Jahrhundert, die ursprünglich in den mittelalterlichen Narthex integriert gewesen waren, wurden später entfernt oder teilweise abgetrennt, was den entsprechenden Stellen den Charakter eines gepflasterten Weges verleiht. Im 18. bis 19. Jahrhundert wurde westlich der Kirche eine dekorative Umfassungsmauer mit Eingangsportal ergänzt.
Auf dem Altarretabel sind die Jungfrau Maria mit dem Jesuskind dargestellt. Der erhöhte Chor ruht auf Kalktuff, in dessen Front Kreuze und florale Motive eingearbeitet sind, die im 17. bis 18. Jahrhundert ausgebessert wurden. In der Kirche befindet sich ein großer, wahrscheinlich aus dem 18. Jahrhundert stammender und unter der zentralen Kuppel hängender Kronleuchter, an dessen Metallschlingen Glasgefäße befestigt sind, die Öl und Dochte gehalten haben. Sämtliche Fresken der St.-Gajane-Kirche stammen aus dem 19. Jahrhundert.

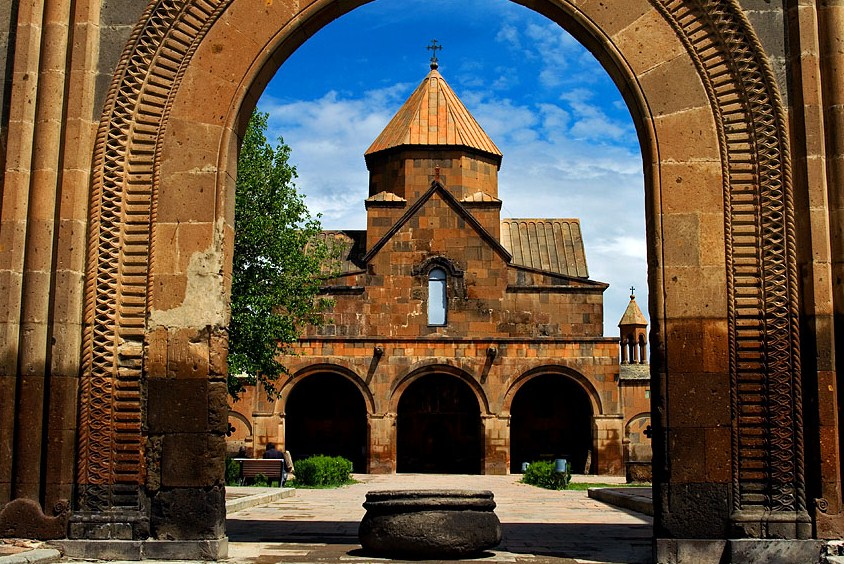
Blick durch die westliche Umfassungsmauer auf die St.-Gajane-Kirche
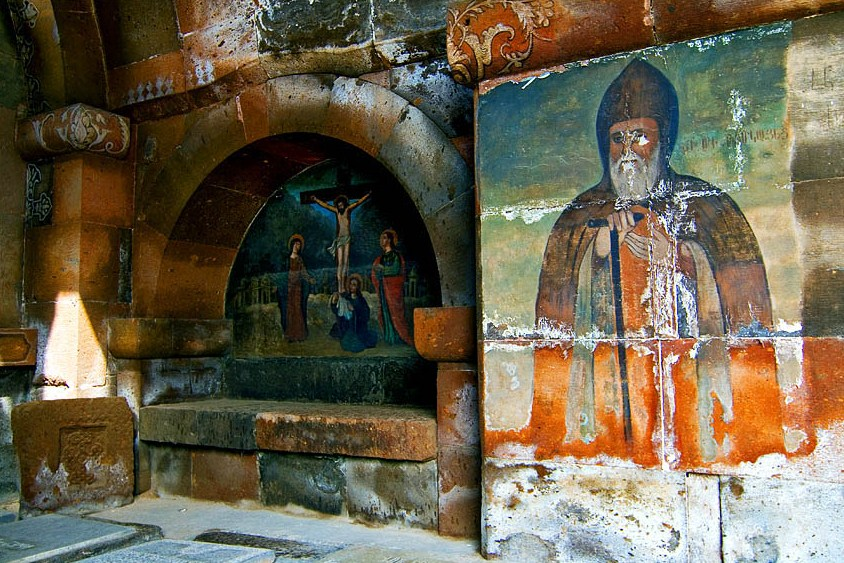
Nische und Fresken im Gavit
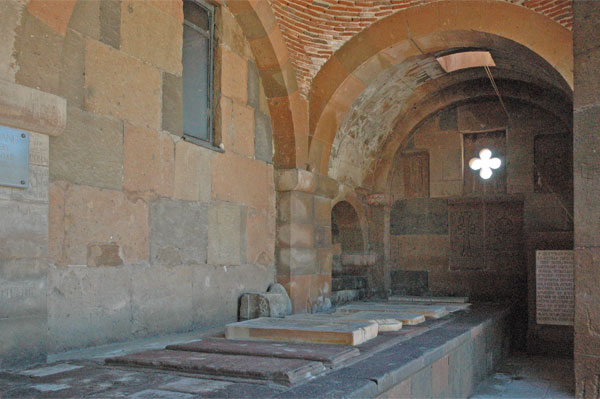
Südteil des Gavit mit Grabsteinen und vierpassigem Fenster
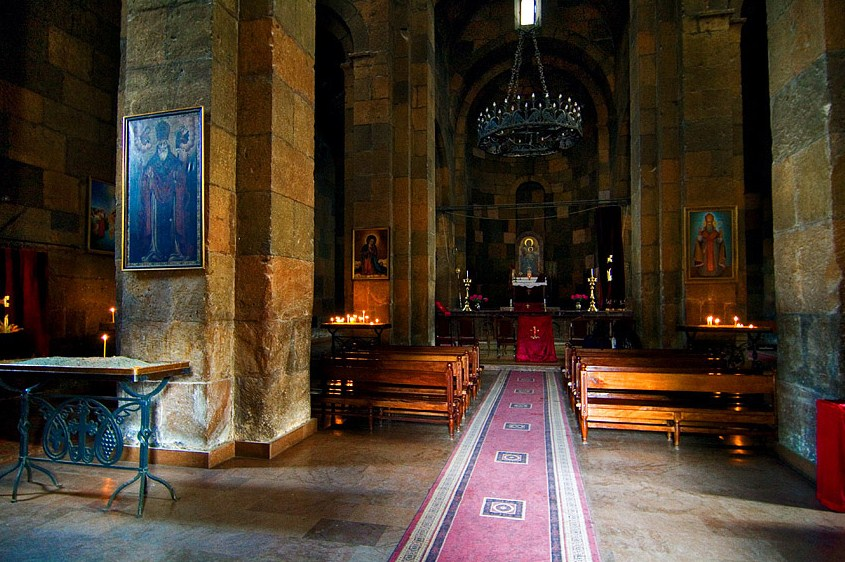
Innenraum mit zentralen Blick auf den Chor und Apsis
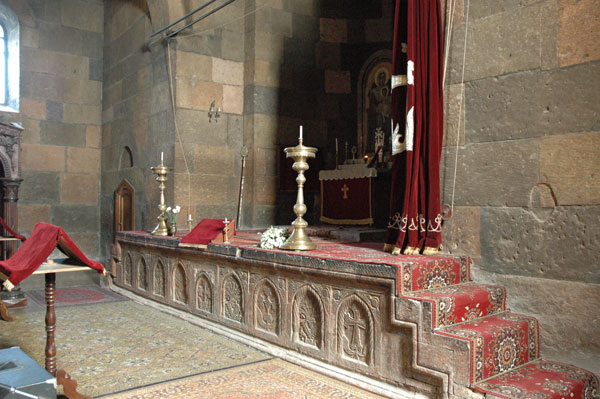
Chorbasis mit Kreuz- und floralen Motiven
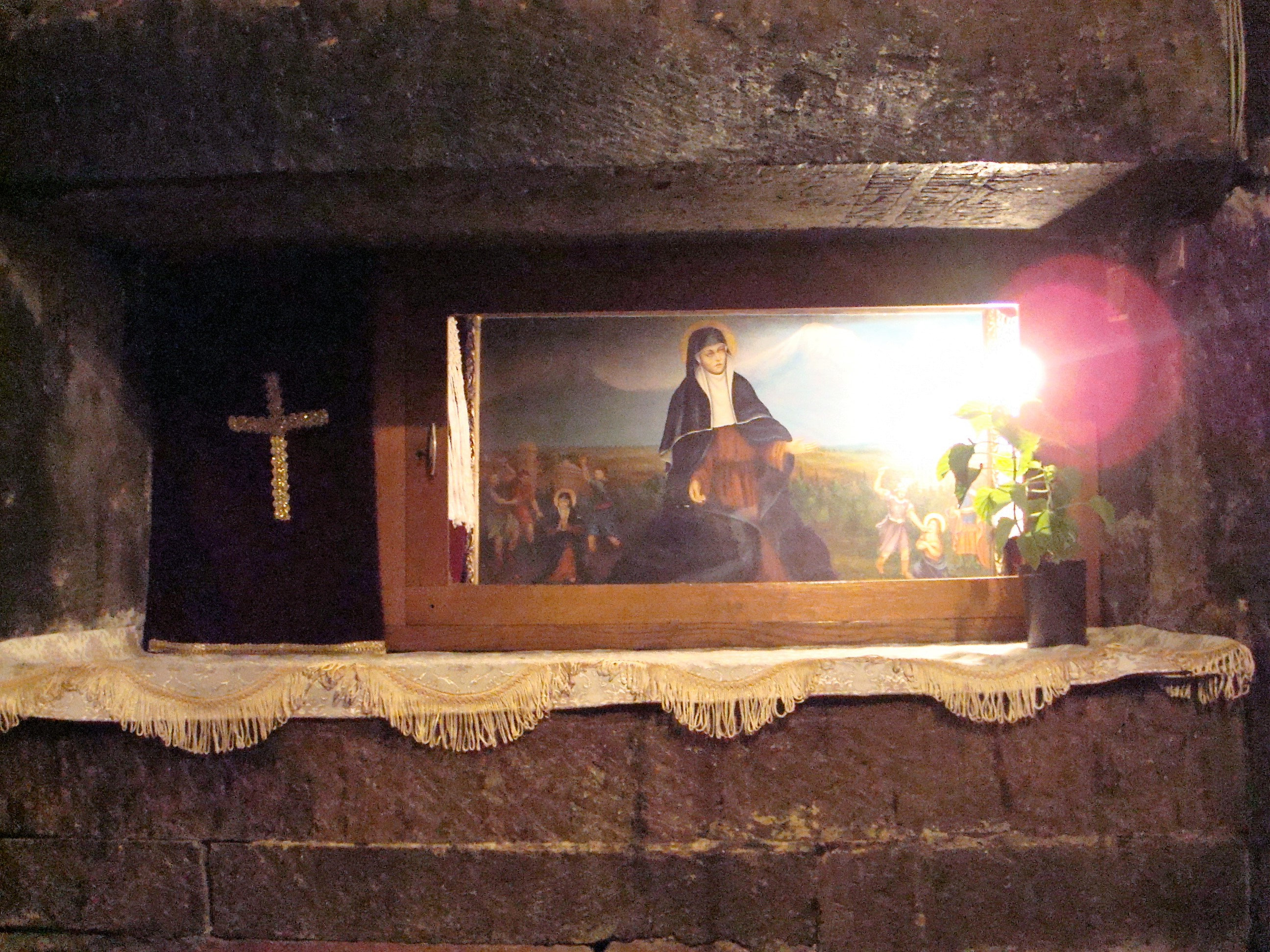
Reliquiar der Sankt Gajane unter dem Presbyterium
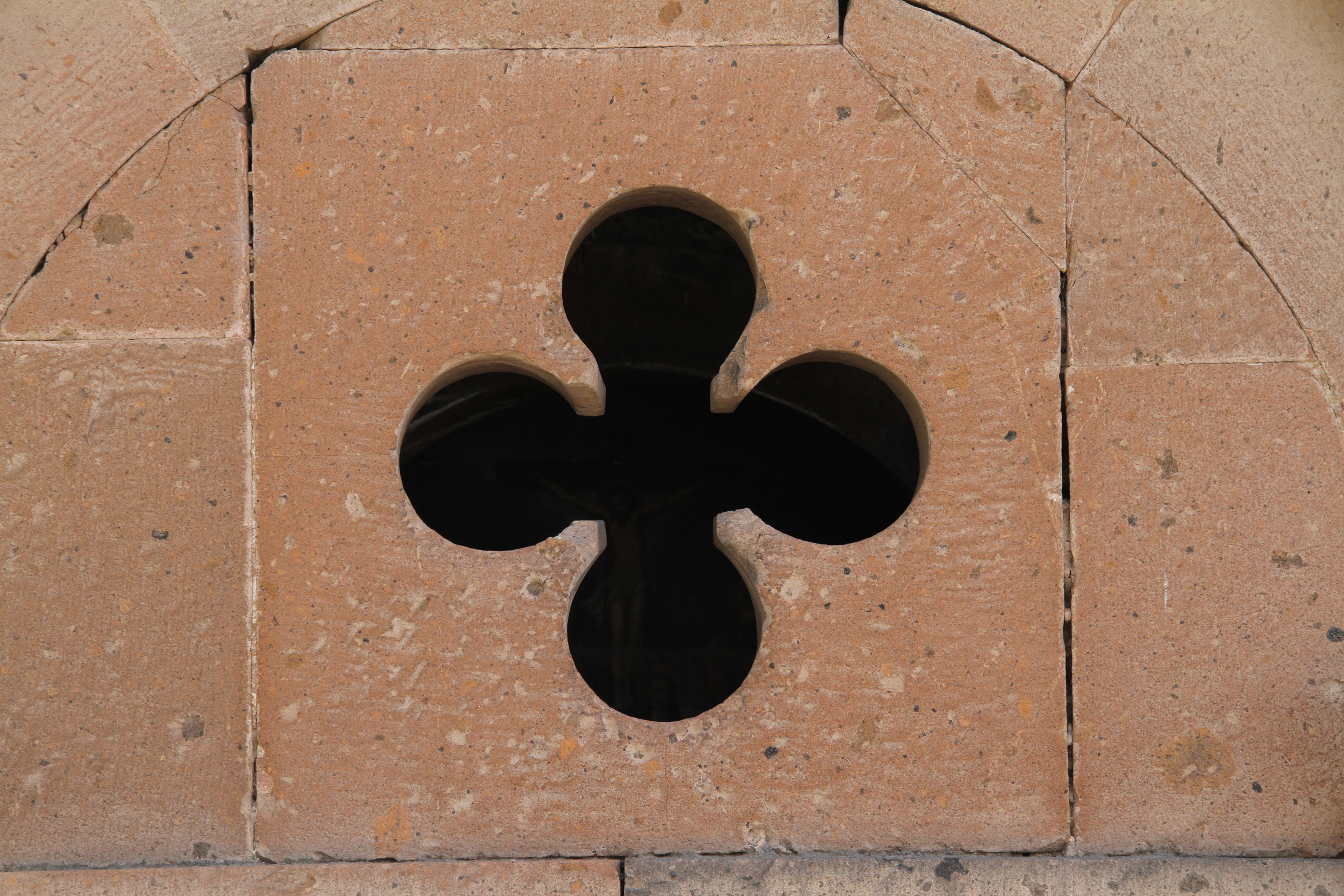
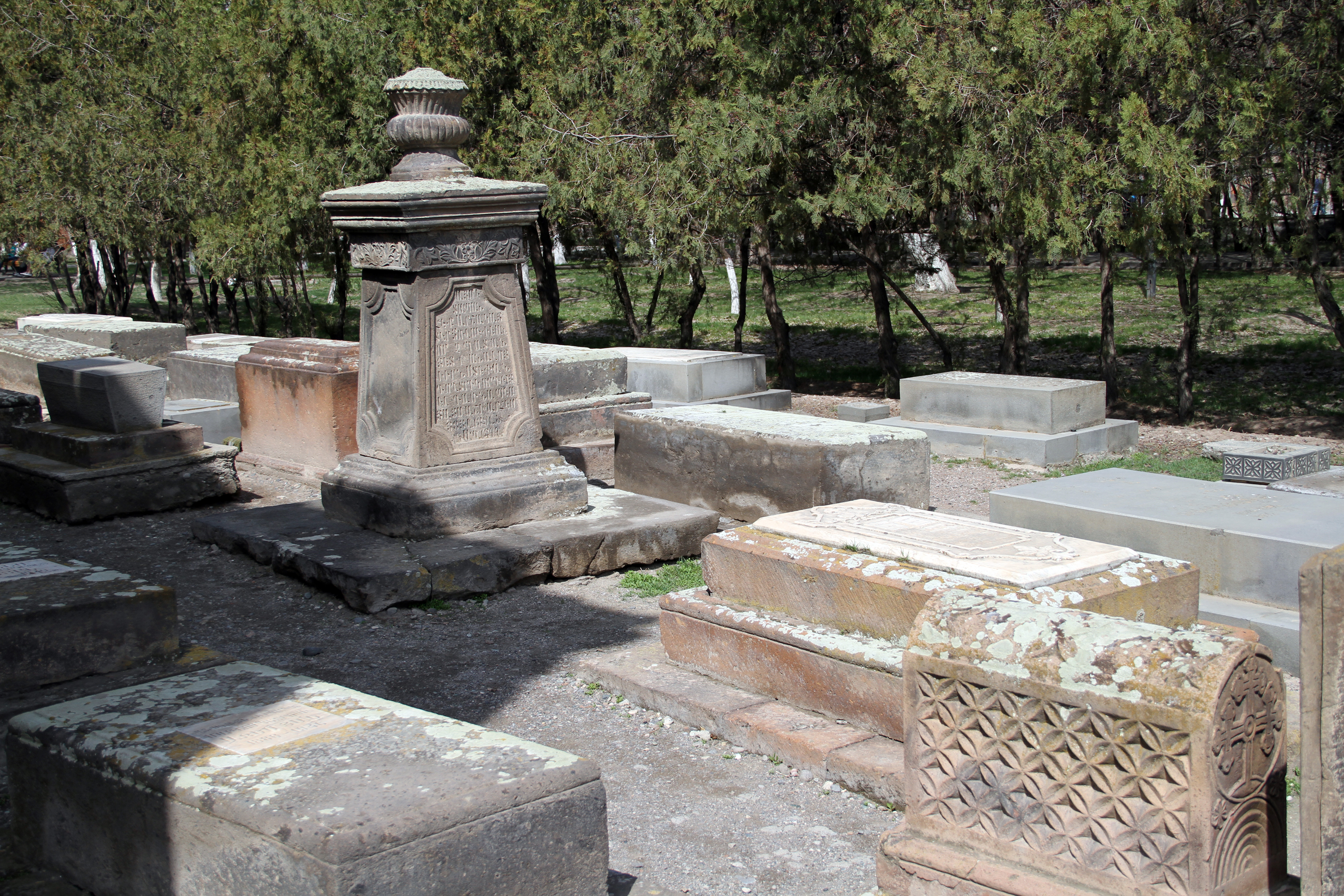
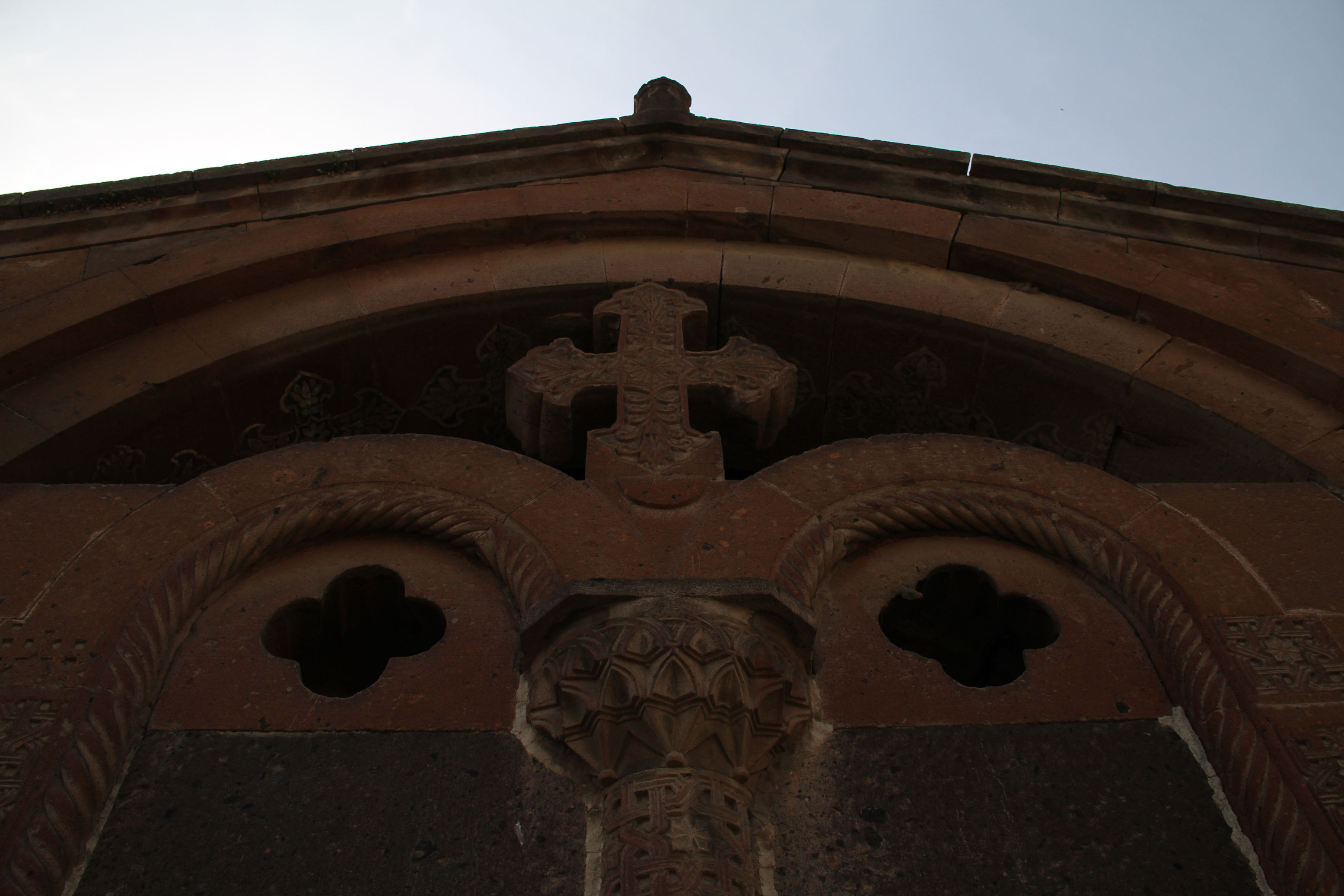
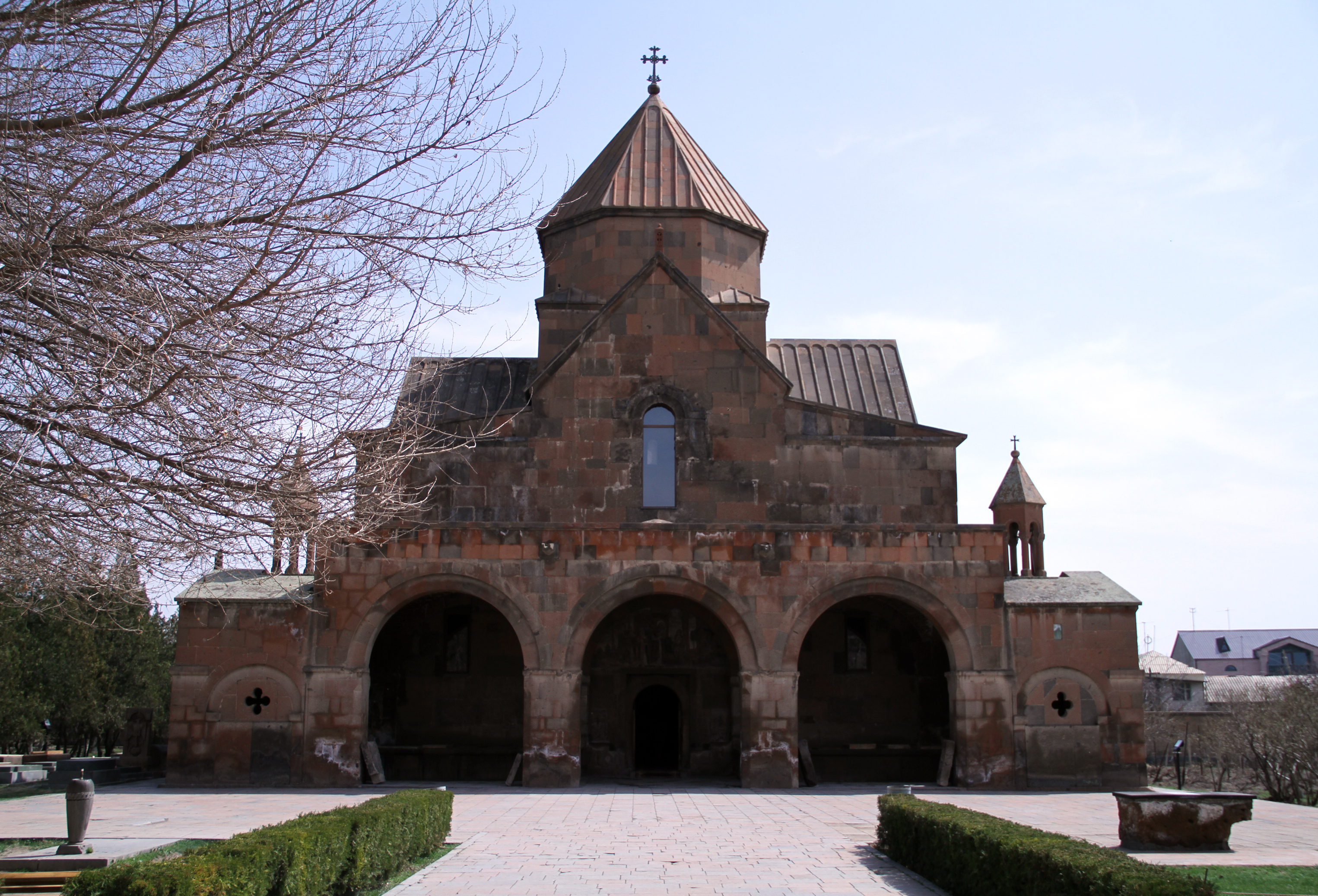
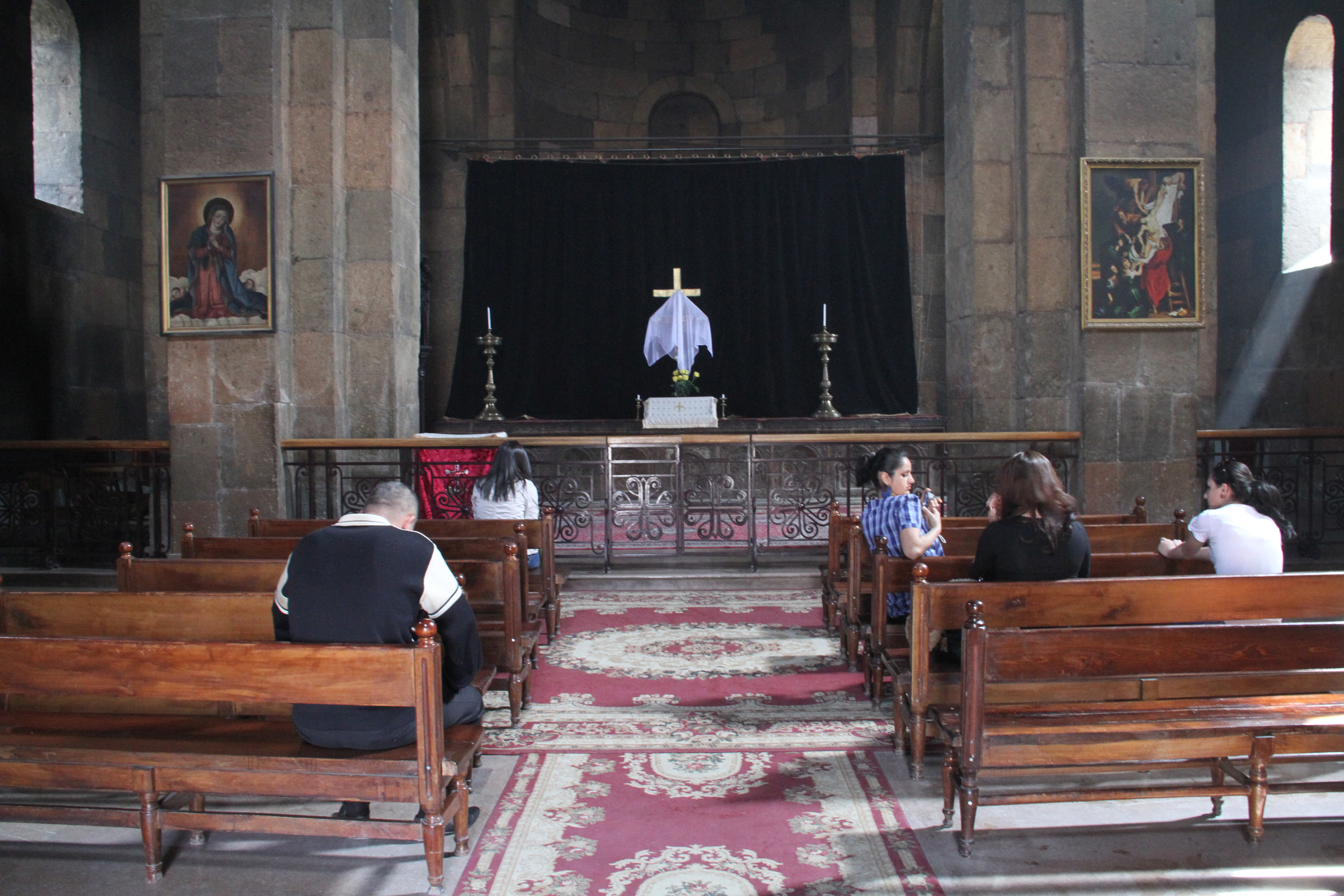
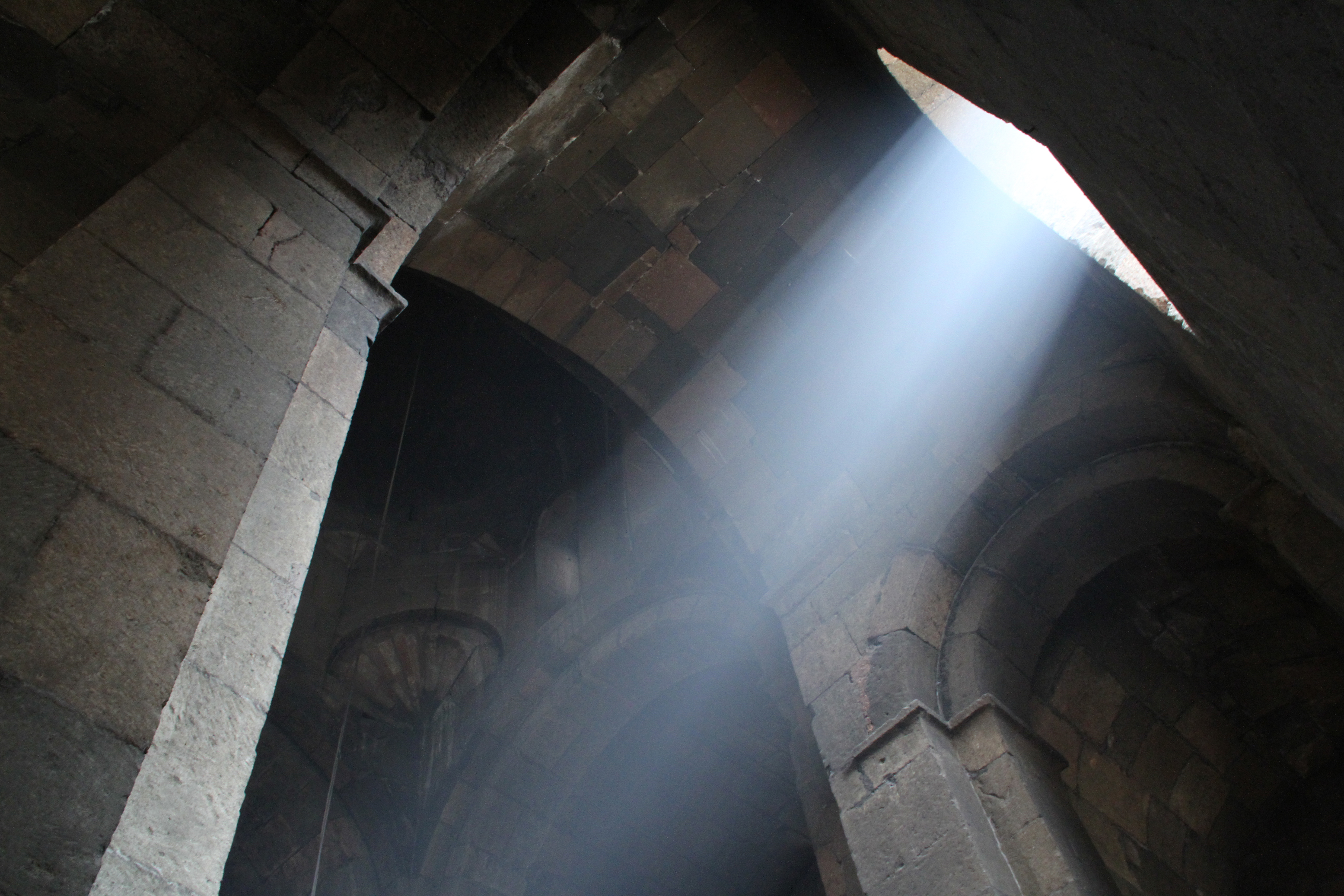
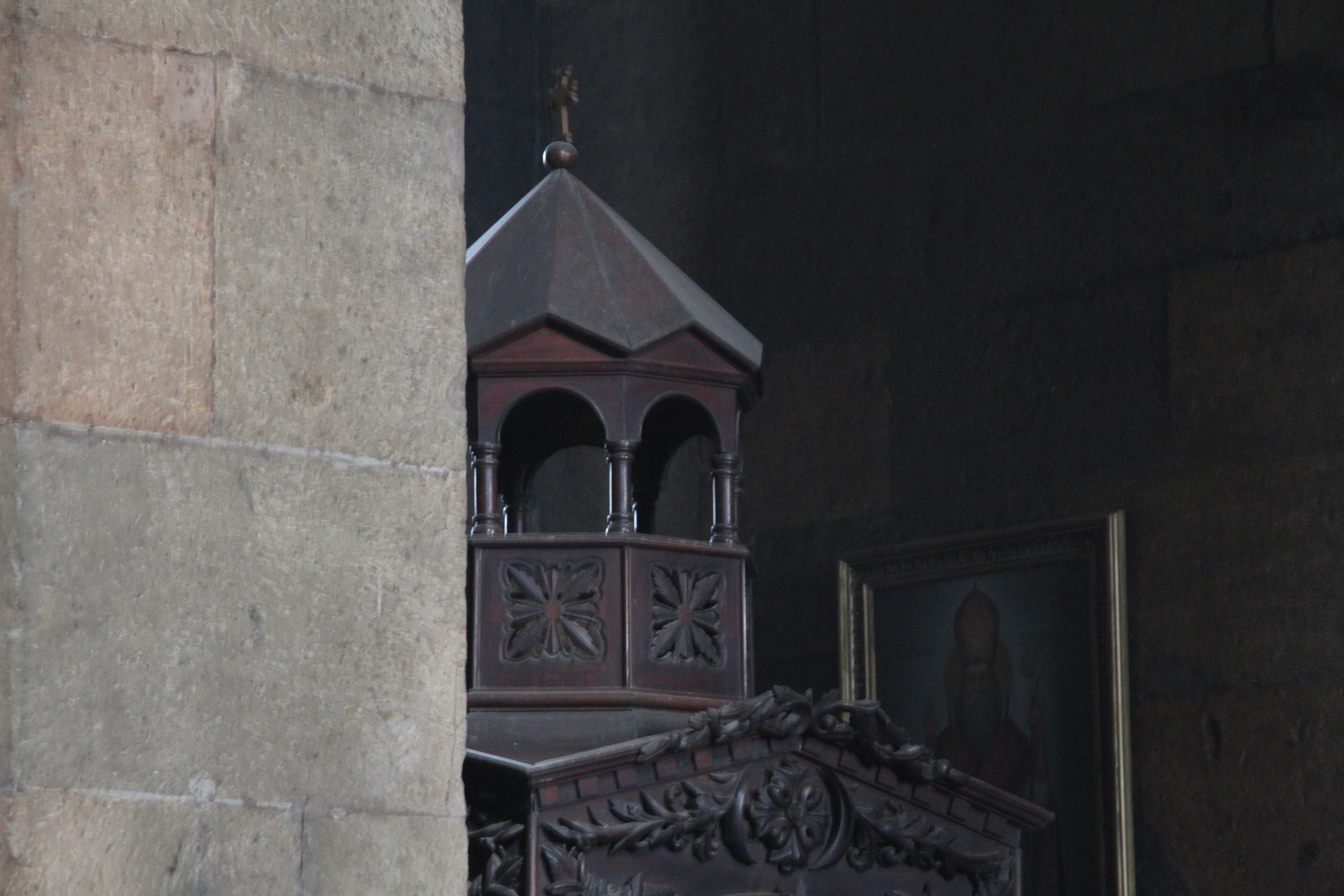
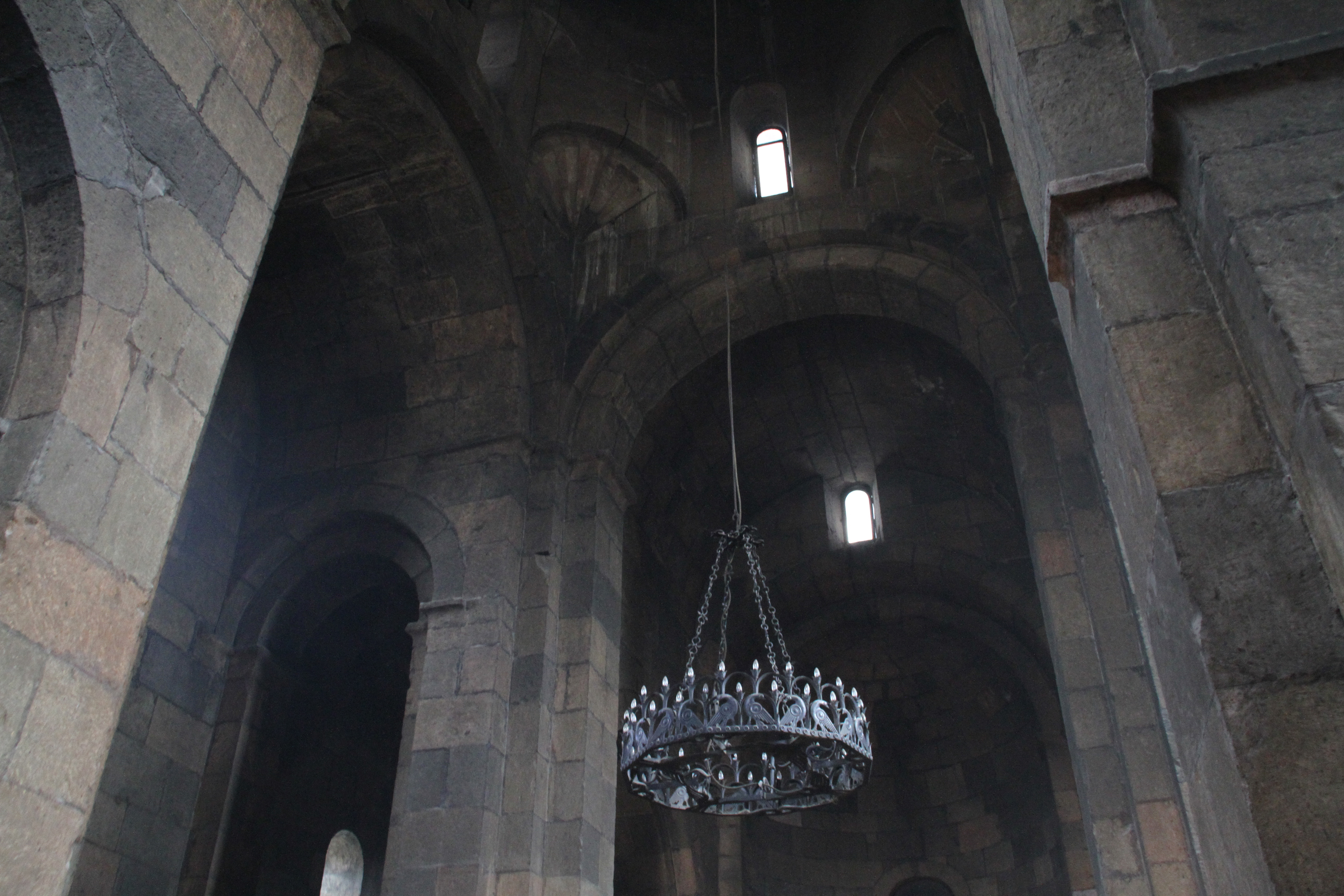
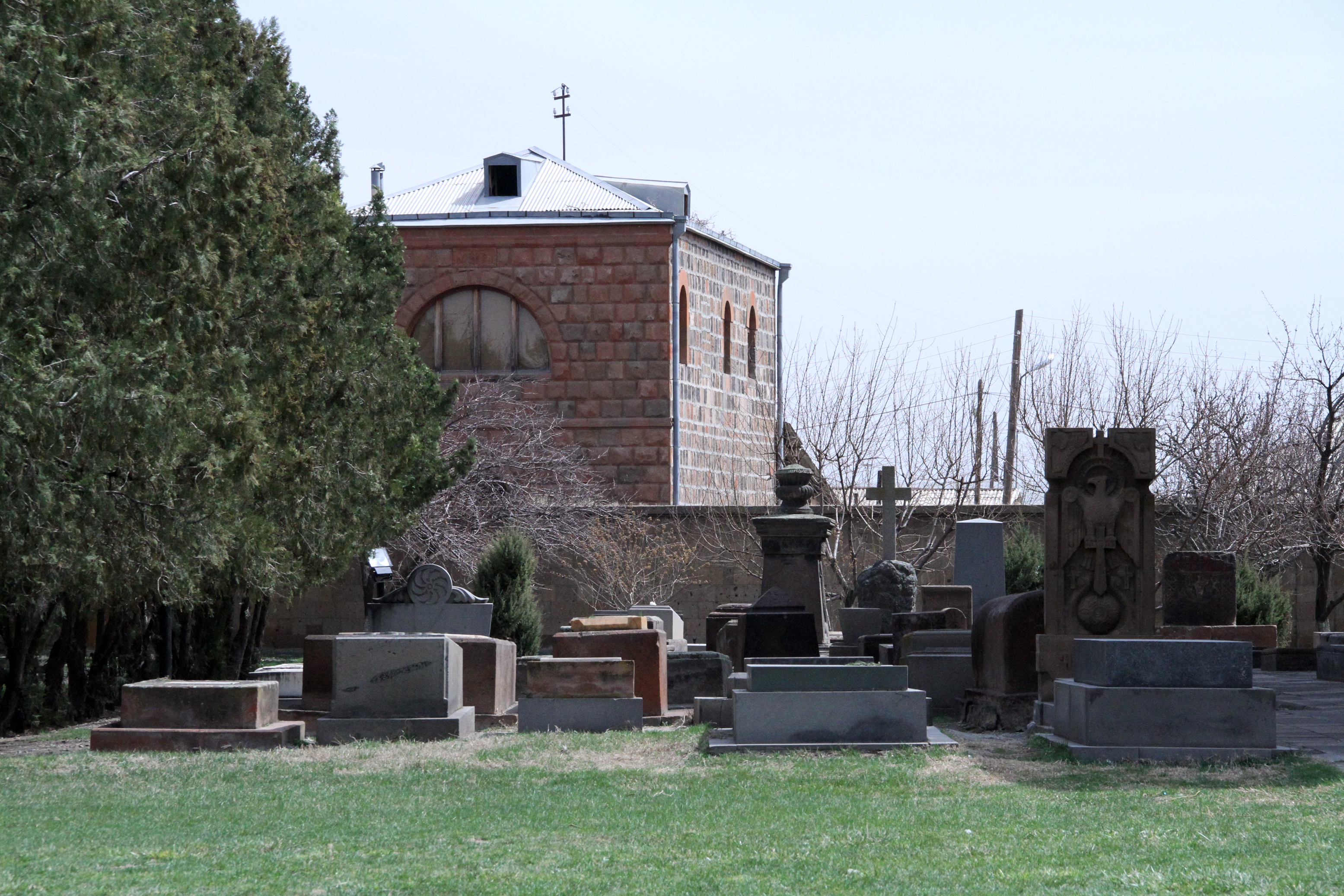